# Andrés Segovia
Andrés Segovia Torres, markiz de Salobreña (ur. 21 lutego 1893 w Linares, zm. 3 czerwca 1987 w Madrycie) – hiszpański gitarzysta, wirtuoz i popularyzator gitary klasycznej, a także kompozytor.

## Zarys biografii
Z gitarą zetknął się po raz pierwszy w wieku czterech lat, dzięki inspiracji swojego wuja. Jego największą zasługą była zmiana postrzegania gitary – dzięki jego znakomitej technice i licznym koncertom przestała ona być postrzegana jako instrument ludowy i uzyskała akceptację profesjonalnych muzyków jako instrument do wykonywania utworów muzyki poważnej.
Dzięki doświadczeniom zdobytym podczas swoich koncertów, rozwinął on (we współpracy z lutnikiem Hermannem Hauserem seniorem) projekt gitary, wykonany pięćdziesiąt lat wcześniej przez Antonia Torresa Jurado. Nowa gitara wykonana była z lepszego drewna, posiadała lepsze właściwości akustyczne i nylonowe struny, co przełożyło się na donośniejsze brzmienie podczas koncertów. Projekt Segovii przetrwał do dziś jako kanon gitary klasycznej.
W 1974 został laureatem prestiżowej duńskiej Nagrody Fundacji Muzycznej Léonie Sonning.
W uznaniu dla jego zasług krzewienia kultury hiszpańskiej, w 1981 został wyniesiony do godności szlacheckiej, uzyskując tytuł „markiza de Salobreña”. Zmarł na zawał serca w wieku 94 lat.